# Lancia Flavia (1961)
Lancia Flavia – samochód osobowy klasy średniej produkowany przez włoską markę Lancia w latach 1961 – 1970. 

## Historia i opis modelu

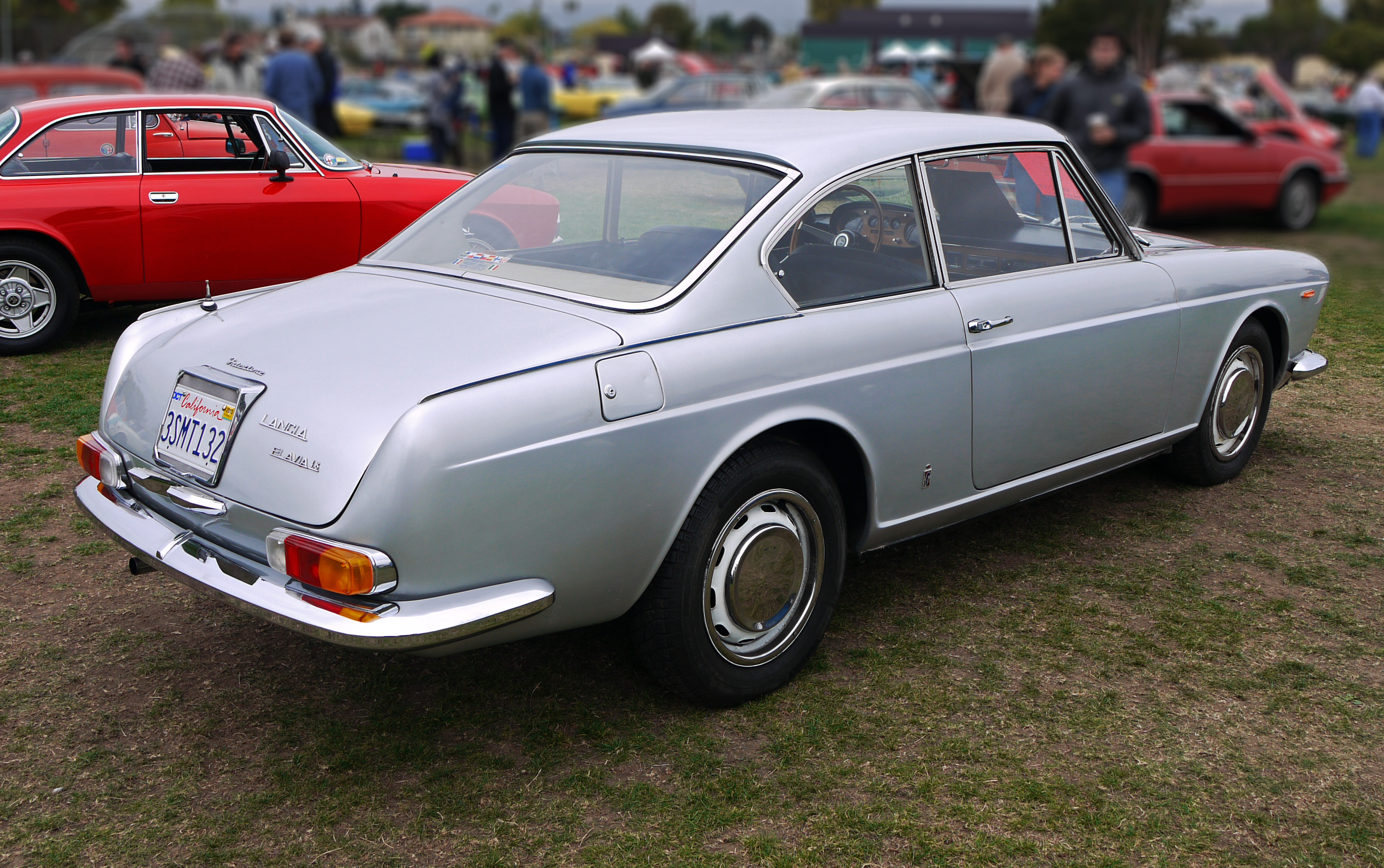
Lancia Flavia - tył

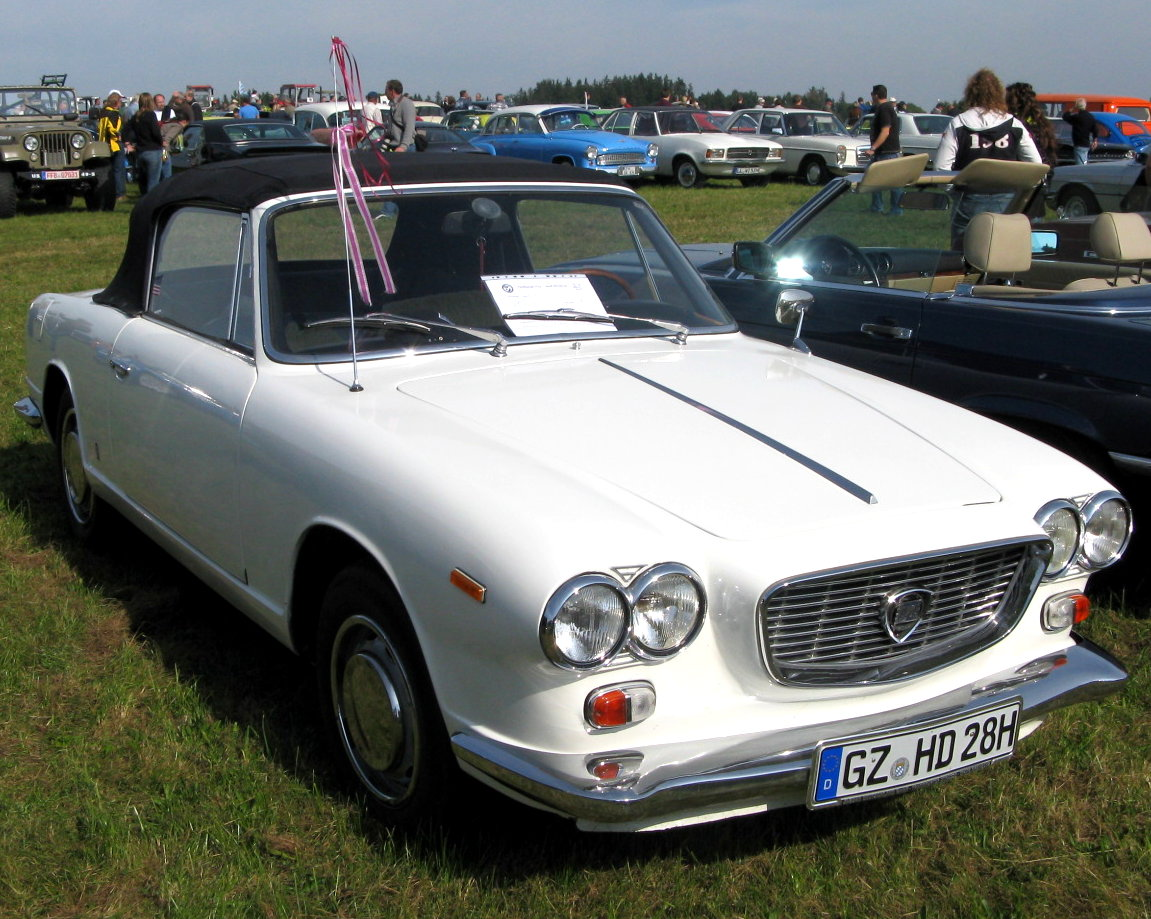
Lancia Flavia Cabriolet

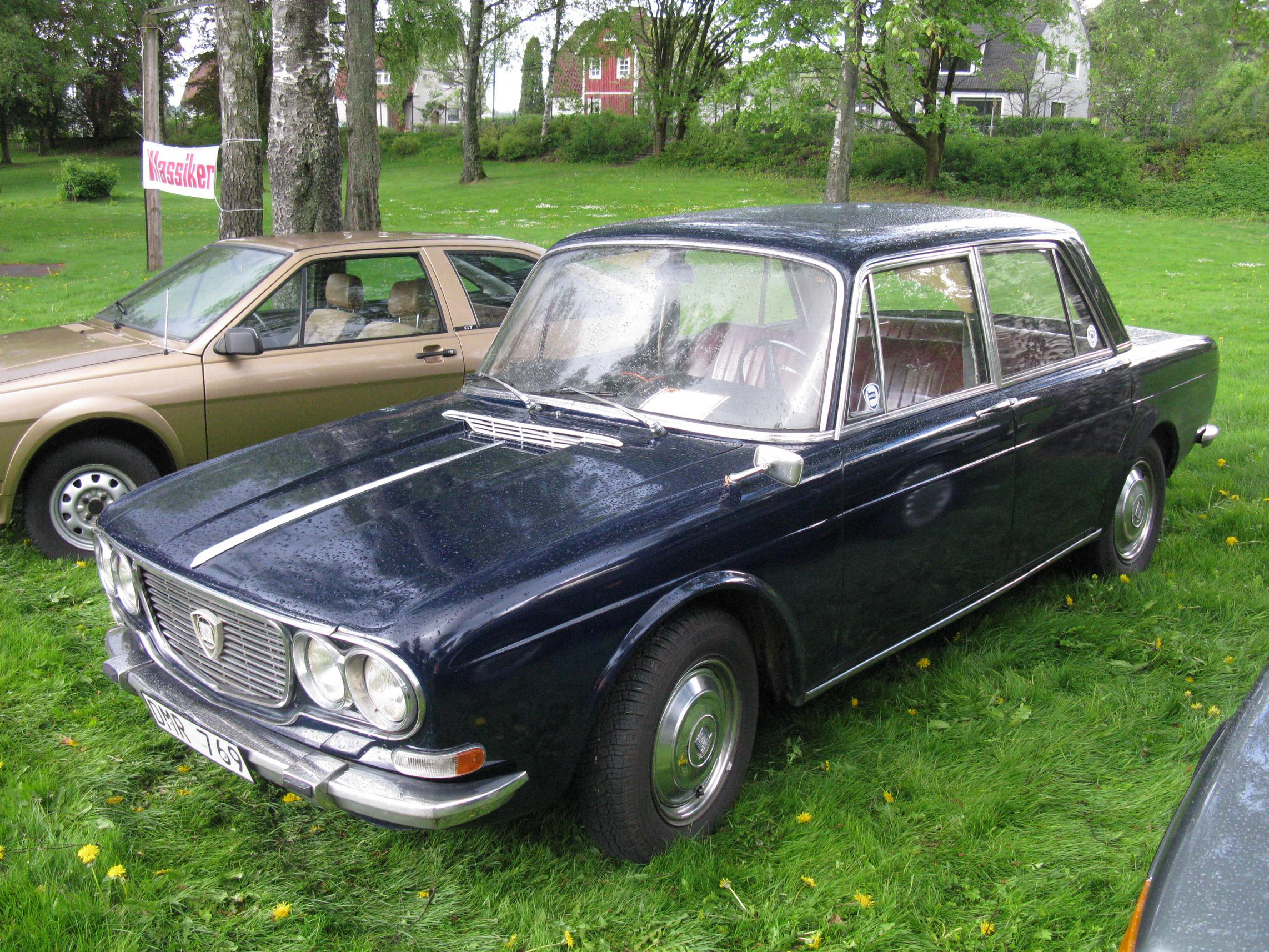
Lancia Flavia Sedan

Dostępny jako: 4-drzwiowy sedan, 2-drzwiowe coupé oraz 2-drzwiowy kabriolet. Do napędu używano silników bokser o czterech cylindrach o pojemnościach: 1,5, 1,8 oraz 2,0 l. Moc przenoszona była na oś przednią poprzez 4-biegową manualną skrzynię biegów.

### Dane techniczne
Źródło:

### Silnik
- B4 2,0 l (1991 cm³), 2 zawory na cylinder, OHV
- Układ zasilania: gaźnik
- Średnica × skok tłoka: 89,00 mm × 80,00 mm
- Stopień sprężania: 9,0:1
- Moc maksymalna: 134 KM (98,4 kW) przy 5400 obr./min
- Maksymalny moment obrotowy: 179 N•m przy 4200 obr./min

### Osiągi
- Przyspieszenie 0-100 km/h: 11,4 s
- Prędkość maksymalna: 181 km/h